# Severo del Castillo
Severo del Castillo (1824- Ciudad de México, 23 de mayo de 1872) fue un militar mexicano que participó en la Guerra de Reforma. El general Castillo se desempeñó en el estado de Jalisco, y destacó en los combates de ese estado por el bando conservador. Fue gobernador de Jalisco, ministro de Guerra y Marina del gobierno de Miramón y jefe del Estado Mayor del emperador Maximiliano

## Biografía
En 1859 el general Castillo toma Zacatecas. Fue comandante de las fuerzas que protegían la ciudad de Guadalajara durante el segundo sitio liberal impuesto a la ciudad. Al no recibir refuerzos de la capital mexicana decidió rendir la plaza a los liberales, siendo ésta ocupada por el general Pedro Ogazón. Continuó sus servicios de militar durante la Segunda Intervención Francesa en México al servicio del Segundo Imperio Mexicano.
Aprehendido a la caída de Querétaro, el 15 de mayo de 1867, fue condenado a muerte, suceso que dio origen a un hecho fuera de lo común, protagonizado por el general del Castillo y el general liberal Carlos Fuero, que narra con lujo de detalles Esperanza Dávila Sota: DÁVILA SOTA : "la víspera de su ejecución fuera puesto en capilla en el cuartel ocupado por las fuerzas del general Fuero, quien había sido subordinado suyo y le profesaba grandísima estimación. Dávila Sota, E. "Anécdotas prerrevolucionarias..."

## Anécdota histórica militar
Continúa la narración de Dávila Sota:
"A las nueve de la noche, don Severo pidió hablar con Fuero. 
"Le solicitó permiso para salir del cuartel al arreglo de un asunto privadísimo, empeñando su palabra de honor de presentarse al toque de diana. Fuero se lo concedió. Transcurridas tres horas, el general Sóstenes Rocha, llegó hasta donde Fuero dormía profundamente y le preguntó por el general Castillo. Fuero, refunfuñando, le informó que le había dado permiso para salir toda la noche.
"Siguieron reclamaciones de Rocha, que terminaron con estas palabras de Fuero: "Déjame dormir. El general Castillo es un hombre de honor. Estoy segurísimo de que se presenta. Si no lo hace, me fusilan a mí y cuento concluido".
"Rocha, intrigado, se estableció desde las cuatro y media de la mañana en el cuerpo de Guardia. Y cuando el corneta de facción tocaba llamada de banda para el toque de diana, se presentó en la puerta del cuartel el general Castillo, quien cumplía fielmente su palabra empeñada a Carlos Fuero." Dávila Sota, E. "Anécdotas prerrevolucionarias..."
"De tan heroico hecho se enteran Mariano Escobedo y el mismo don Benito Juárez." 
En reconocimiento a su palabra de honor, el mando Liberal conmuta la pena de muerte y manda al general Castillo prisionero a San Juan de Ulúa.